# Karine (Beka)
Pour les articles homonymes, voir Karine.
Karine est un village du Cameroun situé dans la région du Nord, le département du Faro, l’arrondissement de Beka. 

## Population
Lors du recensement de 2005, le village comptait 473 habitants.